# 7 Pecados Rurais
7 Pecados Rurais (portugiesisch für „7 ländliche Sünden“) ist eine Filmkomödie des portugiesischen Filmregisseurs Nicolau Breyner aus dem Jahr 2013. Die beiden männlichen Hauptdarsteller sind die populären Komiker João Paulo Rodrigues und Pedro Alves, die in mehreren Rollen auftreten. Mit Curral de Moinas – Os Banqueiros do Povo erschien 2022 eine Fortsetzung.

## Handlung
Quim und Zé, zwei geistig beschränkte und sehr einfach gestrickte Dorftrottel aus Currais de Moina, sind auf dem Weg zur Bushaltestelle, um ihre beiden Cousinen zweiten Grades aus Lissabon abzuholen. Patrícia und Raquel haben sich zum jährlichen Dorffest angekündigt, um endlich authentische raue Männer vom Lande zu erleben, wie sie es hier vor zwei Jahren erlebt haben. Als Quim und Zé vor lauter lustvoller Vorfreude nicht auf die Straße achten, sorgt eine Schafsherde dafür, dass sie einen tödlichen Unfall haben.
Im Himmel bekommen sie von Gott eine zweite Chance: trotz ihrer unablässigen Entschuldigungen und sinnlosen Diskussionen lässt Gott sie zurück auf die Erde, wenn sie bis zum Ende des Festes um drei Uhr morgens keine der sieben Todsünden (7 pecados mortais, woran der Filmtitel ironisch anklingt) begehen. Immer wenn sie eine der Todsünden zu begehen drohen, landen sie wieder zum Rapport oben bei Gott, oder er erscheint ihnen mahnend vor Ort. Währenddessen suchen die enttäuschten Patrícia und Raquel verzweifelt nach Unterhaltung auf dem Dorffest. Sie landen in der Limousine von Paulo Futre und lernen Quim Barreiros nach seinem begeisterten Auftritt kennen, aber erleben dabei weiterhin eine Enttäuschung nach der anderen. Sie betrinken sich immer stärker und wundern sich immer weiter über die Zurückhaltung von Quim und Zé.
Neben der sich verzweifelt auf steter Männersuche befindlichen Célia sorgen noch der stets angetrunkene Dorfpolizist, der schmierige Gemeindebürgermeister und der korrupte Ingenieur für eine Abfolge grotesker Situationen. So möchte der Bürgermeister den Ingenieur mit den beiden Cousinen gefügig machen, damit dieser sein Bauprojekt in Currais de Moina und nicht im Nachbarort Cuspo realisiert. Als Célia, der Bürgermeister und der Polizist ohne die beiden Cousinen beim Ingenieur landen, der bereits eine Viagrapille eingenommen hat, müssen sie den Ingenieur selbst zufrieden stellen.
Als Quim und Zé es schließlich schaffen, bis drei Uhr morgens ohne Todessünde durchzuhalten und sich endlich wieder ihren irdischen Freuden zuwenden wollen, werden sie zum Abschied zu Gott zitiert. Von dort kehren sie überraschend zum Ausgangspunkt am Unfallort zurück. Überglücklich, zeitlich wieder vor dem Dorffest gelandet zu sein, holen sie nun ihre beiden entfernten Cousinen am Bahnhof ab, die nun jedoch zur großen Überraschung der beiden Freunde völlig anders als zuvor aussehen.

## Rezeption
Nach einer Vorpremiere im Lissabonner Cinema São Jorge am 19. November 2013 kam der Film am 21. November 2013 in die Kinos, wo er ein großer Publikumserfolg wurde und mit seinen 324.174 Besuchern zu den erfolgreichsten portugiesischen Filmen seit 2004 (Beginn der öffentlich geführten Box-Office-Statistiken durch das portugiesische Filminstitut ICA) zählt.
Er war danach bei den Prémios Sophia für Preise in den Kategorien Kostüme und Make-up nominiert und gewann bei den Caminhos do Cinema Português einen Preis.
7 Pecados Rurais erschien 2014 bei ZON Audiovisuais auf DVD.
2022 drehte Regisseur Miguel Cadilhe mit Curral de Moinas – Os Banqueiros do Povo eine lose Fortsetzung des Films, die ebenfalls ein großer Kassenerfolg wurde.